# AMTIR
Das Akronym AMTIR steht für englisch amorphous material transmitting infrared radiation (dt. Infrarotstrahlung durchlassendes amorphes Material) und bezeichnet im ursprünglich ein aus den Elementen Germanium (33 %), Arsen (12 %) und Selen (55 %) zusammengesetztes chalkogenes Glas.

## Eigenschaften und Anwendungsbereiche
AMTIR (genauer AMTIR-1) ist ein in Wasser und verdünnten Säuren unlösliches amorphes Material. Aufgrund dieser Unlöslichkeit wird es oft als nichttoxisch eingeordnet, auch wenn einige Bestandteile toxisch sind, z. B. Arsen, dies muss vor allem bei der Herstellung beachtet werden. Das Material ist widerstandsfähig gegenüber Schwefelsäure und Sulfonsäuren, löst sich aber in konzentrierten alkalischen Lösungen und oxidierenden Säuren, wie Salpetersäure auf.
Alle AMTIR-Materialien zeichnen sich im Allgemeinen durch einen sehr niedrigen Absorptionskoeffizienten im Infraroten-Spektralbereich bzw. Teilen davon aus – Diese Spektralbereiche werden als Transmissionsbereich bezeichnet und unterscheiden sich je nach Zusammensetzung.
Durch ihre hohe Sprödigkeit, der günstige Brechungsindex im Bereich von 2,4 bis 2,7 und die Unlöslichkeit in Wasser eignen sich AMTIR-Gläser sehr gut als Reflexionselement für die ATR-Spektroskopie im mittleren Infrarotbereich.
AMTIR besitzt einen ähnlichen Brechungsindex und vergleichbare Härte wie Zinkselenid und kann daher als Alternative dort eingesetzt werden, wo Zinkselenid nicht verwendbar ist, beispielsweise für die Messung starker Säuren.
Durch Widerstandsfähigkeit gegen Erosion in fließenden Strömungen, eignet es sich hierbei auch für die Inprozesskontrolle.
| Bezeichnung | mittl. Zusammensetzung | Brechungsindex               | Transmissionsbereich | Temperaturkoeffizient des Brechungsindexes dn/dT in 10−6 K−1 | Bemerkung |
| ----------- | ---------------------- | ---------------------------- | -------------------- | ------------------------------------------------------------ | --------- |
| AMTIR-1     | Ge33As12Se55           | 2,5146 @ 4 µm 2,4981 @ 10 µm | 0,7–12,0 µm          | 86 @ 3,4 µm 72 @ 10 µm                                       |           |
| AMTIR-2     | AsxSex                 | 2,7760 @ 4 µm 2,7613 @ 10 µm | 1,0–14,0 µm          | 31 @ 4 µm 5 @ 10 µm                                          |           |
| AMTIR-3     | GexSbxSex              | 2,6216 @ 4 µm 2,6027 @ 10 µm | 1,0–12,0 µm          | 98 @ 3 µm 91 @ 10 µm                                         |           |
| AMTIR-4     | AsxSex                 | 2,6543 @ 4 µm 2,6431 @ 10 µm | 1,0–12,0 µm          | −24 @ 3 µm −23 @ 10 µm                                       |           |
| AMTIR-5     | AsxSex                 | 2,7545 @ 4 µm 2,7398 @ 10 µm | 1,0–12,0 µm          | < 1 @4 µm < 1 @ 10 µm                                        |           |
| AMTIR-6     | As2S3                  | 2,4107 @ 4 µm N/A @ 10 µm    | 0,6–8 µm             | < 1 @ 5 µm N/A @ 10 µm                                       |           |

## Hersteller
Infrarottransparente Gläser auf Basis von Germanium, Selen und Antimon bzw. Arsen wurden bereits in den 1970er-Jahren von Texas Instruments unter den Bezeichnungen TI 1173 und TI 20 entwickelt. Seit 1977 werden diese Gläser vom TI-Tochterunternehmen Amorphous Materials unter der Bezeichnung AMTIR-1 (TI 20) und AMTIR-3 (TI 1173) vertrieben.
In den vergangenen Jahrzehnten wurden ähnliche Materialien von anderen Unternehmen angeboten, unter anderem Barr and Stroud (England, BS1, BS2 und BSA) und den Jenaer Glaswerken (IG 2n2919, IG 32930, IG 41921, IG-51922 und IG-61923).